# Dudu Cearense
Alexandro Silva de Sousa, noto come Dudu Cearense (Fortaleza, 15 aprile 1983), è un ex calciatore brasiliano, di ruolo centrocampista.

## Carriera

### Club
Esordisce nel Ceará, squadra brasiliana omonima del suo Stato di nascita, e nel 2000 passa al Vitória, rimanendoci per 3 anni; in seguito Dudu si trasferisce in Giappone, al Kashiwa Reysol, per poi passare al CSKA Mosca nel 2005.
Nel 2008 si trasferisce all'Olympiakos.
Nel 2011 dopo tre anni trascorsi all'Olympiakos, il centrocampista fa ritorno in Brasile all'Atlético Mineiro per 1,1 milioni di euro.

### Nazionale
Dopo aver partecipato al Campionato mondiale di calcio Under-20 2003, di cui è stato capocannoniere con altri tre giocatori, ha fatto parte della Nazionale di calcio brasiliana dal 2003, partecipando con essa alla vittoriosa Copa América 2004.

## Palmarès

### Club

#### Competizioni statali
- Supercampeonato Baiano: 1

Vitória: 2002
- Campionato Baiano: 3

Vitória: 2002, 2003
- Campionato del Nordest: 1

Vitória: 2003
- Campionato Mineiro: 1

Atlético Mineiro: 2012
- Campionato Goiano: 1

Goiás: 2013
- Campionato Carioca: 1

Botafogo: 2018

#### Competizioni nazionali
- Coppa di Russia: 3

CSKA Mosca: 2004-2005, 2005-2006, 2007-2008
- Campionato russo: 2

CSKA Mosca: 2005, 2006
- Supercoppa di Russia: 2

CSKA Mosca: 2006, 2007
- Campionato greco: 2

Olympiakos: 2008-2009, 2010-2011
- Coppa di Grecia: 1

Olympiakos: 2008-2009
- Campeonato Brasileiro Série B: 1

Goiás: 2012

### Nazionale
- Campionato mondiale Under-20: 1

EAU 2003
- Coppa America: 1

Perù 2004

### Individuale
- Scarpa d'oro del campionato del mondo Under-20: 1

Emirati Arabi Uniti 2003 (6 gol)